# Triepeolus townsendi
Triepeolus townsendi là một loài Hymenoptera trong họ Apidae. Loài này được Cockerell mô tả khoa học năm 1907.